# 아카미네역
아키미네역(일본어: 赤嶺駅 아카미네에키[*], 슈리어 : あかんみ(아칸미))는 일본 오키나와현 나하시에 있는 모노레일 철도역이다.
이 역은 현재 북위 26도 11분 36초에 위치해 있어, 현재까지 일본의 최남단 역으로 인증되어 있다.

## 역 구조
역사는 1면 2선의 섬식 구조로, 유이레일의 다른 역과 마찬가지로 상행 전용 에스컬레이터와 엘레베이터가 설치되어 있다.
또한 소형 코인로커(운임구간 내, 최초 3시간 300엔, 이후 2시간마다 100엔 추가)와 화장실, 공중전화도 설치되어 있으며, 자동판매기는 운임구간 내 4대(이중 1대는 휠체어 대응), 운임구간 외 1대 설치되어 있다.

## 역사
- 2003년 8월 10일 : 개업
- 2004년 7월 28일 : '일본 최남단의 역' 기념비 설치

## 주변 시설
남쪽 교통광장
- '일본 최남단의 역' 비석
- 자전거 주차장(무료)

편의시설
- 일본우편 오로쿠 우편국
- 북오프 나하 오로쿠 점
- 드러그 일레븐 오로쿠 점
- 만화 창고 오로쿠 점
- 핫 스테이션(ほっとステーション) 오로쿠 점 (PC방)
- 맥도날드 오로쿠 점
- 캔터키 프라이드 치킨(KFC) 오로쿠 점

기타 시설
- 호텔 그랑 뷰 오키나와
- 일본 항공자위대 나하 기지

## 향후 예정
이 역이 일본 최남단의 역을 유지할 지의 여부는 불확실한 점이 많은데, 미나미다이토촌에서 과거에 설치했던 '슈가 트레인'을 재건하는 사업을 진행하고 있기 때문이다. 현재 미나미다이토 촌은 2016년 착공, 2017년 개통을 목표로 하고 있으나, 과거 수년 간 계획이 지연되어 온 점이 있어 향후 전망은 불투명하다.

## 인접 정차역
| 오키나와 도시 모노레일 선 | 오키나와 도시 모노레일 선 | 오키나와 도시 모노레일 선  |
| ------------------------- | ------------------------- | -------------------------- |
| 나하공항 방면             | 일반 열차                 | 오로쿠 데다코우라니시 방면 |